# Benzino (cantante)
Benzino, pseudonimo di Raymond Scott (Boston, 18 luglio 1965), è un rapper statunitense.
Benzino è inoltre comproprietario di The Source, una popolare rivista di hip hop negli USA. Come rapper, Benzino ha avuto una carriera in tono molto minore, comparata con quella di molti artisti che compaiono nel suo magazine, uno dei motivi per cui è maggiormente conosciuto è per la rivalità con il rapper Eminem.

## Biografia
Di origini tedesche, capoverdiane, afroamericane e portoricane, all'inizio degli anni 1990 Raymond fa parte del gruppo Almighty RSO, il cui album di debutto è Doomsday: Forever RSO, pubblicato dalla Virgin Records, pur non trovando molto successo. La band in seguito si scioglie, e Benzino inizia a lavorare indipendentemente con gli Hangmen 3 e successivamente con i Made Men. Successivamente conosce David Mays, titolare della rivista The Source, dando successivamente una mano al magazine nella sua crescita.
Nel 2001 Benzino pubblica il suo album debutto come artista solista: The Benzino Project che ottiene la copertina su The Source ed è accompagnato da una forte pubblicità, il disco si rivela però un insuccesso. Nel dicembre dello stesso anno esce un articolo di Maximillian Potter sulla rivista GQ dove viene esaminata in particolare la posizione di Benzino all'interno dell'organigramma della rivista. Per Surrender Records, nel 2002, esce The Benzino Remix Project che rappresenta una versione alternativa all'album di debutto.
Incide poi il singolo Pull Your Skirt Up come critica indirizzata ad Eminem, continua sulla linea di insofferenza al rapper bianco regalando con The Source un nastro in cui un presunto giovane Eminem, durante i suoi primi freestyle, rappa rime intrise di razzismo in particolar modo verso gli afroamericani. Le risposte di Eminem e della Shady Records a queste iniziative non tardano, ed il rapper bianco è difeso anche da Angie Martinez, rapper e speaker di radio Hot 97. In una successiva intervista radiofonica di Angie a Benzino, quest'ultimo critica Eminem, accusandolo di fare rap sebbene tale genere non gli appartenga a causa del colore della pelle.
Il suo singolo Rock The Party viene inserito nella colonna sonora di NBA Street Vol. 2. Nel dicembre del 2004 la disputa con Eminem viene ufficialmente chiusa: Benzino rilascia in un'intervista la confidenza che il 2004 si è rivelato poco positivo per The Source a causa anche del boicottaggio operato dai fan di Eminem e della rottura di contratti pubblicitari con Interscope Records e Phat Farm. La chiusura della disputa trova i due d'accordo nell'affermare che gli antagonismi in campo musicale servono soltanto alle major per vendere di più ed ai mass media per fare notizia.

## Discografia

### Album in studio
- 1996 - In tha Company of Killaz (con Wiseguys)
- 1996 - Doomsday: Forever RSO (con Almighty RSO)
- 1999 - Classic Limited Edition (con Made Men)
- 2000 - No Skits Vol. 1 (con Hangmen 3)
- 2001 - The Benzino Project (Motown, ZNO Records)
- 2003 - Redemption (Elektra, ZNO)
- 2005 - Arch Nemesis (ZNO)
- 2007 - The Antidote (7th Floor Music, ZNO)

### Album di remix
- 2002 - The Benzino Remix Project (Elektra, ZNO)

### Singoli
- 2001 Bang Ta Dis
- 2001 Boottee
- 2002 Rock The Party
- 2003 Would You
- 2005 Look Into My Eyes
- 2005 Wide Body
- 2007 Back On My Grizzy